# 굽킨 러시아 국립 석유 가스 대학교
굽킨 러시아 국립 석유 가스 대학교(러시아어: Российский государственный университет нефти и газа имени И. М. Губкина, 영어: Gubkin Russian State University of Oil and Gas)는 러시아 모스크바에 위치한 공립 대학교이다. 1930년 설립되었으며, 지질학자 이반 굽킨(Ива́н Миха́йлович Гу́бкин)을 기리기 위해 그의 이름이 붙여졌다. 러시아에서는 등유 난로라는 뜻의 케로신카(Керосинка)라는 별명으로도 불린다.
소련 시대에 러시아 교통 대학교와 함께 유대계 학생을 받는 몇 안 되는 대학 중 하나였다.